# Pilar Savone
Pilar Savone est une productrice de cinéma américaine née le 16 juin 1971.

## Filmographie

### Assistante
- 1996 : Daddy's Girl (en) de Martin Kitrosser
- 1997 : Jackie Brown de Quentin Tarantino
- 1997 : Suicide Club de Stephen T. Kay
- 1997 : Nowhere de Gregg Araki
- 1997 : Red Meat d'Allison Burnett (en)
- 1998 : Milo de Pascal Franchot
- 1999 : The Settlement de Mark Steilen
- 1999 : Arlington Road de Mark Pellington
- 1999 : The Minus Man de Hampton Fancher
- 2000 : Once in the Life de Laurence Fishburne
- 2000 : Meeting Daddy de Peter Gould
- 2000 : Company Man de Peter Askin et Douglas McGrath
- 2001 : Spy game - Jeu d'espions de Tony Scott
- 2003 : Kill Bill : Volume 1 de Quentin Tarantino
- 2004 : Kill Bill : Volume 2 de Quentin Tarantino
- 2005 : Hostel d'Eli Roth
- 2007 : Grindhouse de Robert Rodriguez, Quentin Tarantino, Rob Zombie, Edgar Wright, Eli Roth

### Productrice
- 2007 : Grindhouse de Robert Rodriguez, Quentin Tarantino, Rob Zombie, Edgar Wright, Eli Roth
- 2009 : Inglourious Basterds de Quentin Tarantino
- 2012 : Django Unchained de Quentin Tarantino

## Distinctions
- Oscars 2013 : Nomination pour l'Oscar du meilleur film (Django Unchained), conjointement avec Reginald Hudlin et Stacey Sher